# پوبلو ریکو (ریسارالدا)
پوبلو ریکو (انگلیسی: Pueblo Rico, Risaralda) نام شهری در کشور کلمبیا است.